# Superdupont
Superdupont est une série de bande dessinée française créée par les scénaristes Jacques Lob et Gotlib dans le no 672 du magazine Pilote, paru le 21 septembre 1972. Les histoires paraissent ensuite dans le magazine Fluide glacial.
La série a pour personnage principal Superdupont, un super-héros français, patriote et chauvin, qui est principalement une parodie du personnage de comics américain Superman.
Les principaux dessinateurs de la bande dessinée sont Alexis, Solé et Boucq, même si Gotlib, Daniel Goossens, Neal Adams, Al Coutelis et d'autres dessinateurs en ont réalisé de courts épisodes.

## Historique de la publication
Jacques Lob travailla sur les scénarios de la plupart des aventures de Superdupont, avec tous les dessinateurs que cette série a compté. Marcel Gotlib fut le cocréateur et premier dessinateur de la série mais, débordé par ses autres activités de rédacteur et de scénariste, il arrêta et c'est Alexis qui prit le relais, Jacques Lob étant toujours de la partie. Au décès prématuré du dessinateur, ce fut Jean Solé qui signa, avec le même scénariste, la suite des aventures de cet anti-héros.
On peut aussi citer d'autres dessinateurs comme Daniel Goossens, auteur attitré chez Fluide glacial, Neal Adams, un spécialiste des super-héros américains, ou Al Coutelis. On note aussi des apparitions du personnage dans les bandes dessinées Rhââ GnaGna et Rhââ Lovely de Gotlib (avec le Kung-Fu Glacial) ou dans Rubrique-à-brac, du même auteur.
Après le décès de Lob, Superdupont réapparaît dans Fluide glacial sur une initiative de Lefred-Thouron ; le scénario est signé Lefred-Thouron et Gotlib, le dessin revient, quant à lui, à Solé. Le titre du tome 6, paru début 2008 à la suite de cette longue interruption, est Superdupont pourchasse l'ignoble !. Sous la plume du caricaturiste, le héros alors au service de Nicolas Sarkozy devient moins sympathique et plus raciste.
En 2015, Gotlib revend la franchise à l'éditeur Dargaud qu'il qualifie de « maison-mère ». Gotlib et Belkrouf, épaulés par François Boucq, décident d'abandonner le thème de l'Anti-France, faisant évoluer le héros pour le rendre moins chauvin, plus proche de la bonhomie du président de la République d'alors, François Hollande.

## Biographie du personnage
Superdupont est une parodie de super-héros, plus précisément un « super-anti-héros », principalement de Superman.
Fils du Soldat inconnu, Superdupont est ultra-patriote, voire chauvin et doté de super-pouvoirs lui permettant de remplir sa difficile mission : défendre son pays contre l’« Anti-France », une sorte de mouvement sectaire et terroriste dont l'unique but est de détruire le « pays des Droits de l’homme ».
Tout comme Superman, Superdupont est capable de voler dans les airs mais semble moins puissant que lui. Il est un maître de la savate, un sport de combat français également connu sous le nom de boxe française, ce qui lui confère une certaine supériorité sur ses adversaires.
La série Superdupont tourne en ridicule la paranoïa et la xénophobie de certains Français, ceux qui considèrent que l'étranger et l'inconnu sont une menace pour la France ; ainsi, l'apparence physique du personnage de Superdupont est-elle aussi très caricaturale : Superdupont porte un béret, des charentaises, une ceinture de flanelle tricolore tenue par une simple épingle de sûreté (« l'épingle de sûreté nationale, dite « épingle à nourrice » »), une cape de couleur bleue et un maillot de corps de type « Marcel », sur lequel sont imprimées les initiales S et D inscrites dans une cocarde tricolore.
Superdupont pratique le patriotisme économique en prônant sans cesse la consommation de vin et de fromage français (tel le camembert) et en refusant d'être dessiné avec de l'encre de Chine ; il se plaît aussi à payer ses impôts en retard, afin de faire intentionnellement bénéficier à l'État de la pénalité de 10 %. Dans le même esprit, il consomme trois paquets de cigarettes Gauloises par jour (pour soutenir la Régie des tabacs), mais les fume sans les allumer (pour ne pas contrevenir aux campagnes anti-tabac du ministère de la Santé). Il prône également le retour de la monnaie nationale le franc en lieu et place de l’euro, toujours au nom des symboles de la France. Mais, dans le même temps, il doit se soumettre à la politique de l'Union européenne, ce qui provoque une avalanche de gags absurdes et contradictoires.
Au cours de ses premières histoires, Superdupont pratique un discours contradictoire et opportuniste, tiraillé entre son chauvinisme et sa loyauté envers des présidents de la République soumis à l'Union européenne. En conséquence, à chaque changement de président, Superdupont modifie ses opinions politiques. Dès les premières histoires dessinées par Alexis, son expression faciale est marquée par l'hypocrisie.

## Autour de la série

### L’Anti-France

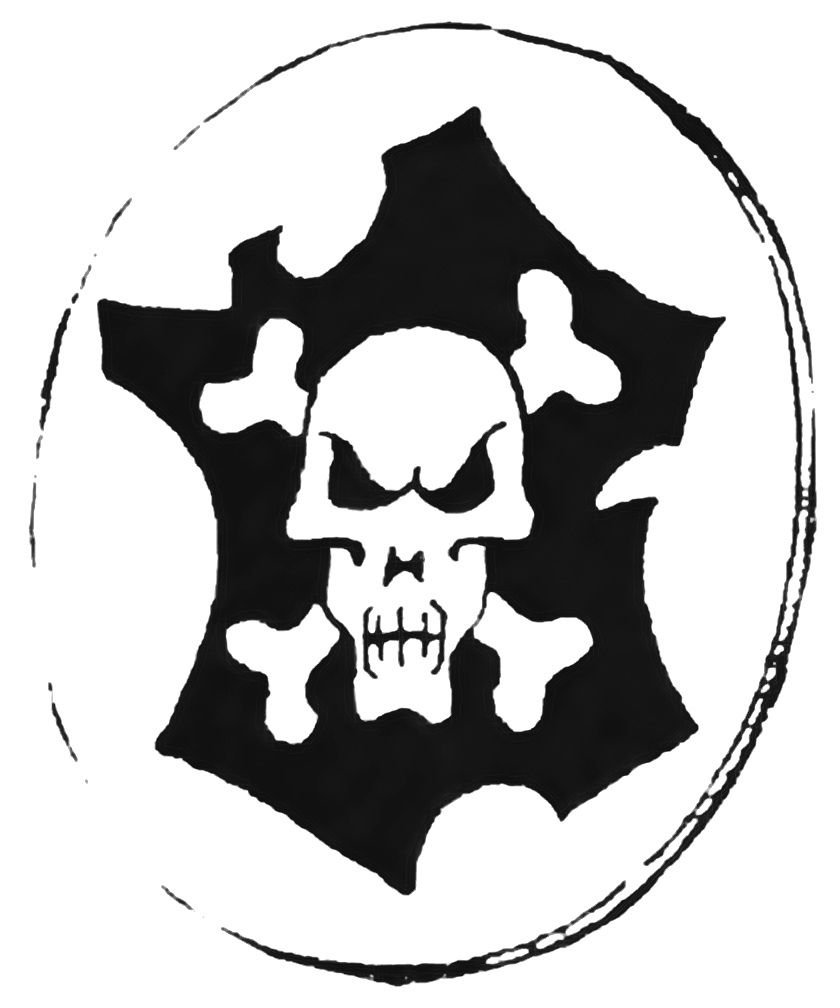
Logo de l’Anti-France dans la bande dessinée Superdupont.

Le terme « Anti-France » utilisé dans la série Superdupont est inspiré d'une expression tirée d'un discours du premier ministre français Raymond Barre. Dans la série, elle désigne une entité représentant les méchants de l'histoire. Il s'agit d'une sorte de mouvement sectaire et terroriste caricatural, combattu sans relâche par Superdupont.
Dans la série, les agents de l'Anti-France parlent en mélangeant divers mots et accents étrangers (un méli-mélo d'anglais, d'espagnol, d'italien, de russe et d'allemand).
L'Anti-France s'en prend à tout ce qui constitue « les vraies valeurs de la vraie France » : l’hymne national français La Marseillaise, la tour Eiffel, le vin français, le camembert, l'horloge parlante, etc. Elle sabote aussi bien l'industrie française que les administrations françaises. Dans cette bande dessinée, l’Anti-France constitue en quelque sorte une caricature de la thèse xénophobe selon laquelle « les problèmes de la France sont dus aux étrangers ».

### Récupération  politique du personnage
Le personnage de Superdupont a été exploité à plusieurs reprises à des fins politiques par le parti d'extrême droite français Front national (et par l'extrême droite en général), au grand dam de Marcel Gotlib. C'est la raison pour laquelle la série a été arrêtée au milieu des années 1990.
Après le 21 avril 2002 et l'accession de Jean-Marie Le Pen au second tour de l'élection présidentielle française, Christophe Arleston décide de prendre le contrepied des récupérations politiques précédentes. Il rassemble autour de lui un grand nombre d'auteurs de bande dessinée, notamment autour du Studio Gottferdom dont il a la charge. Chaque participant livre donc son message en utilisant le personnage de Superdupont. Ces dessins sont rassemblés et publiés le 4 mai 2002, conjointement par les magazines Bodoï et Lanfeust Mag dans un numéro spécial intitulé Coup de 100 en BD.

### Adaptation du personnage

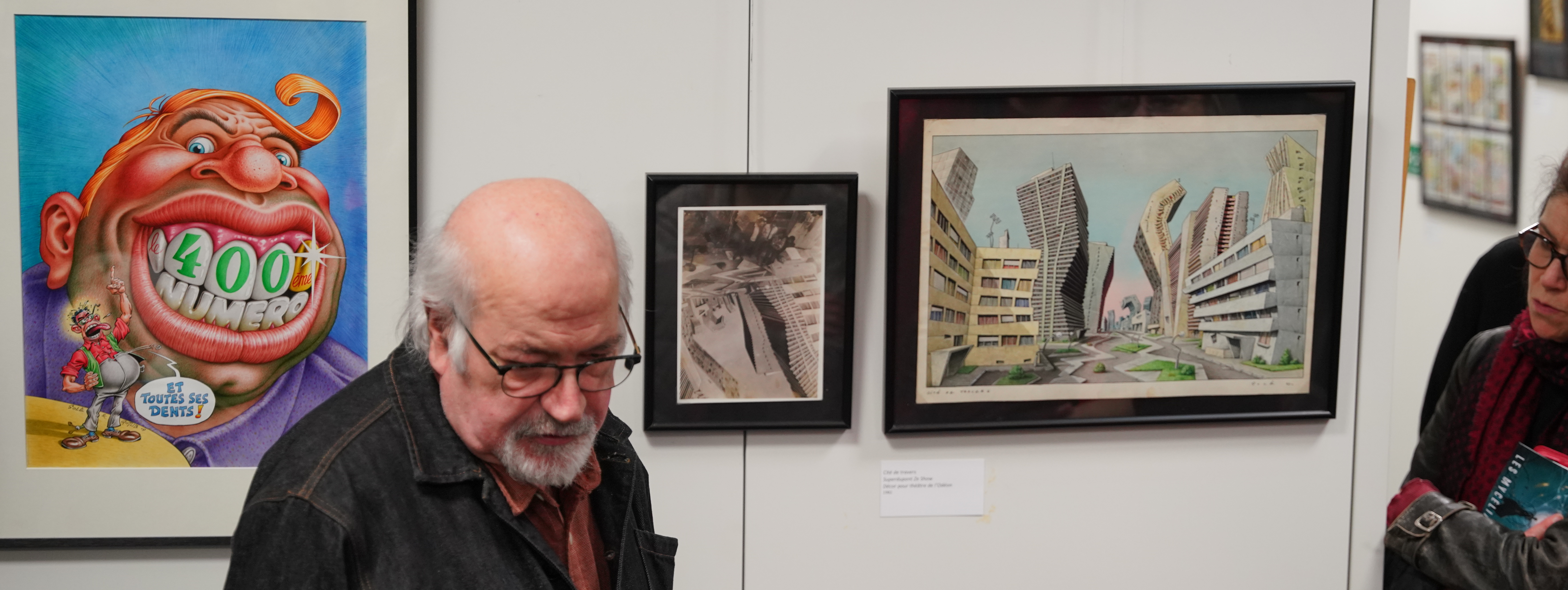
Jean Solé devant les décors qu'il a créé pour l'adaptation de Superdupont.

En 1982, Jérôme Savary adapte la série Superdupont en comédie musicale avec son Grand Magic Circus, sous le titre Superdupont Ze Show. Le spectacle est créé à Paris au Théâtre de l'Odéon (ex-Comédie Française), avec notamment l'actrice Alice Sapritch dans un rôle burlesque,.
En 1996, le Parc Astérix propose un spectacle intitulé « Main basse sur la Joconde » dont le héros présente des traits similaires à ceux de Superdupont, par son costume et son nom : « SuperMarcel ». Le but du personnage est de reprendre le célèbre tableau La Joconde des mains de malfrats l'ayant volé.

## Albums
- Superdupont, octobre 1977
Scénario : Gotlib, Jacques Lob - Dessin : Alexis, Gotlib
  - Échec aux empoisonneurs (7 planches) Lob/Gotlib[9]
  - Le jour où la France retarda (10 planches) Lob/Alexis
  - L'énigme du George V (8 planches) Lob/Gotlib/Alexis
  - Opération Pifomètre (22 planches) Lob/Gotlib/Alexis

- Amour et forfaiture, août 1980
Scénario : Jacques Lob - Dessin : Solé
  - L'intox (11 planches) Gotlib/Solé
  - Amour et forfaiture (36 planches) Lob/Gotlib/Solé

- Opération Camembert, janvier 1983
Scénario : Gotlib, Jacques Lob - Dessin : Gotlib, Solé
  - Opération camembert (38 planches) Lob/Gotlib/Solé
  - L'intox (11 planches) Lob/Gotlib/Solé

- Oui nide iou, septembre 1983
Scénario : Gotlib, Jacques Lob - Dessin : Neal Adams, Alexis, Al Coutelis, Daniel Goossens, Gotlib, Solé
  - Naissance d'un surhomme (10 planches) Lob/Gotlib/Goossens
  - Opération Tiercé (7 planches) Lob/Alexis
  - On a volé la Tour Eiffel (10 planches) Lob/Gotlib/Coutelis
  - Dans les vignes du Président (12 planches) Lob/Gotlib/Adams
  - Les nourritures célestes (6 planches) Lob/Gotlib

- Les Âmes noires, janvier 1995
Scénario : Gotlib, Jacques Lob - Dessin : Alexis, Gotlib, Solé
  - La croisade de Superdupont (17 planches) Gotlib/Alexis, Dessin terminé par Gotlib après le décès d'Alexis.
  - Les âmes noires (20 planches) Lob/Gotlib/Solé
  - Le Noël de Super Petit Pierre (9 planches) Lob/Gotlib/Solé

- Superdupont pourchasse l'ignoble ![10], juin 2008
Scénario : Gotlib, Lefred-Thouron - Dessin : Solé
  - Superdupont contre l'axe du mal (8 planches) Lefred-Thouron/Gotlib/Solé
  - Superdupont désencrasse le toile (17 planches) Lefred-Thouron/Gotlib/Solé
  - Éducation civique (2 planches) Lefred-Thouron/Gotlib/Solé
  - Service public (1 planche) Lefred-Thouron/Gotlib/Solé
  - Superdupont à la rescousse de nostre beyle langue françoise (16 planches) Lefred-Thouron/Gotlib/Solé

- In Vitro Veritas[11], janvier 2014
Scénario : Gotlib, Jacques Lob, Lefred-Thouron - Dessin : Solé
  - In vitro véritas (20 planches) Lefred-Thouron/Gotlib/Solé
  - Protection rapprochée (1 planche) Lefred-Thouron/Gotlib/Solé
  - L'euro mortel (2 planches) Lefred-Thouron/Gotlib/Solé
  - La musique a durci l'humeur (4 planches) Lefred-Thouron/Gotlib/Solé
  - Le remède miracle (3 planches) Lefred-Thouron/Gotlib/Solé
  - Superdupont express (13 planches) Lob/Gotlib/Solé, Treize courtes histoires d'une planche.

- Superdupont : Renaissance[1], septembre 2015
Scénario : Gotlib, François Boucq, Karim Belkrouf - Dessin : François Boucq
  - Renaissance (62 planches)

Il existe quelques histoires de Superdupont non éditées dans la série :
- Superdupont à la rescousse de Félix Potin (4 planches) Gotlib, paru dans le no 679 de Pilote[9], et l'album Rubrique à brac, Tome 6 ;
- Kung-fu glacial (9 planches) Gotlib, paru dans Rhâ-Gnagna, Tome 2.
- apparition dans l'histoire Le patineur d'argent, par Gotlib, paru dans L'Écho des savanes.
- Superdupont contre Goldorak (4 planches) par Maëster, publiée dans la réédition de Maester et boules de gomme chez Glénat.
- plusieurs gags en une page de Jean Solé, publiés dans Fluide Glacial.

## Publication

### Périodiques
- Pilote (1972)
- Fluide glacial

### Éditeurs
- Audie : tomes 1 à 7 (première édition des tomes 1 à 7)